# Hippolyte Colet
Hippolyte Colet (Usès, 1814 - 1851) fou un músic i compositor francès. Casat amb l'escriptora Louise Colet.
Va guanyar el gran premi de Roma, i després fou nomenat professor del Conservatori de París, on tingué entre altres alumnes en Charles Lebouc. Escriví algunes obres d'instrucció musical, i compongué diverses òperes còmiques, entre les quals la titulada L'ingènua, que va obtenir una freda acollida per part del públic.
A més, va escriure: Partimenti à tractat especial dedicat als pianistes, Harmonies del Conservatori, Cursos complets de composició teòrica i pràctica, i els acompanyaments de la col·lecció de Cants i cançons populars de França, de Delloye.